# Multimodaal goederenvervoer
Multimodaal goederenvervoer is een transportketen waarbij goederen met meerdere vervoermiddelen (modaliteiten) worden getransporteerd. Er kan onderscheid gemaakt worden tussen transport waarbij de goederen worden overgeladen (o.a. bulk) en transport waarbij gestandaardiseerde transporteenheden (containers, wissellaadbakken en/of opleggers) als geheel worden overgeladen. Dit laatste is dan niet alleen multimodaal, maar ook intermodaal goederenvervoer. Wordt wegvervoer alleen gebruikt als voor- en natransport spreekt men vaak van gecombineerd vervoer. 

## Voorbeelden
Voorbeelden van multimodaal goederenvervoer zijn:
- Bulkoverslag

Grote hoeveelheden droog stortgoed (o.a. kolen of ijzererts) dat van overzees komt en per spoor verder landinwaarts wordt vervoerd.
- Autoverlad (duits)

Vervoer van wegvoertuigen over korte afstanden per spoor als een soort veerboot over land. Dit wordt bijvoorbeeld toegepast op plekken waar de bergpas 's winters niet begaanbaar is.
Intermodaal vervoer:
- Containervervoer

Gestandaardiseerde ISO-containers worden zowel over de weg, per spoor, via de binnenvaart als over zee getransporteerd. Is het meest gebruikelijk op de lange afstanden.
- Roll-on-roll-off-vervoer

Vervoer van losse opleggers, vrachtwagencombinaties en soms ook treinen (spoorpont) per roll-on-roll-offschip. Komt voornamelijk voor op de middellange afstand (bijvoorbeeld tussen Scandinavië en Midden-Europa).
Gecombineerd vervoer:
- Rollende Landstraße

Vervoer van complete vrachtwagencombinaties (Rollende Landstraße) per spoor. Komt voornamelijk voor in gebieden waar een gericht overheidsbeleid wordt gevoerd, zoals in Zwitserland en Oostenrijk.